# Підгірці-Колонія
Підгірці-Колонія (пол. Podhorce-Kolonia) — колонія в Польщі, у Люблінському воєводстві Грубешівського повіту, ґміни Вербковіце.
| Польща | Це незавершена стаття з географії Польщі. Ви можете допомогти проєкту, виправивши або дописавши її. |